# シルキュイ・ド・ロレーヌ
シルキュイ・ド・ロレーヌ（Circuit de Lorraine）は、例年5月下旬、フランスのロレーヌ地方で開催される、自転車競技、ロードレースにおける、ステージレースの名称。UCIヨーロッパツアー2.1カテゴリ。
1956年から1994年まではシルキュイ・デ・ミヌ（Circuit des Mines）という名称であった。1995年より現名称となった。
2005年の大会では、福島康司が総合2位に入った。
2013年から2015年まで中止となった後、2016年から名称をシルキュイ・デ・ミヌ（Circuit des Mines）に戻し、アマチュアレースとして開催されている。

## 歴代優勝者
| 年        | 優勝者                       |
| --------- | ---------------------------- |
| 1956      | ピエール・ランボレズ         |
| 1957      | アンリ・ヴァシレヴスキ       |
| 1958      | ルネ・オステルダ             |
| 1959      | ノエル・シャヴィ             |
| 1960      | マルセル・オキョー           |
| 1961      | ロベール・デュヴォー         |
| 1962      | ギド・アンジル               |
| 1963      | エリオ・ジュリュシ           |
| 1964      | ジャン＝ピエール・マニアン   |
| 1965      | モリス・イジエ               |
| 1966      | ヤン・ファン・デル・ホルスト |
| 1967      | ジョゼフ・パル               |
| 1968      | フェドル・デン・ヘルトフ     |
| 1969      | ヨープ・ズートメルク         |
| 1970      | アンドレイズ・カチュマレク   |
| 1971      | マタイス・デ・コニング       |
| 1972-1976 | 開催なし                     |
| 1977      | ヨハン・ファン・デン・メール |
| 1978      | ジェリ・マック               |
| 1979      | アンソニー・ドイル           |
| 1980      | フレデリック・ヴィショー     |
| 1981      | レジ・シモン                 |
| 1982      | ジャン＝ポール・オゾット     |
| 1983      | ズビグニエフ・クラシニアク   |
| 1984      | テーン・ファン・フリート     |
| 1985      | パスカル・ランス             |
| 1986      | ポール・カラン               |
| 1987      | ジユ・フィグ                 |
| 1988      | パスカル・ランス             |
| 1989      | ブルーノ・ユジェ             |

| 年   | 優勝者                       |
| ---- | ---------------------------- |
| 1990 | レジ・シモン                 |
| 1991 | ニコライ・ガリチャニネ       |
| 1992 | ディエゴ・フェッラーリ       |
| 1993 | ジャン＝クリストフ・キュリ   |
| 1994 | クリストフ・マンガン         |
| 1995 | グレゴワール・バラン         |
| 1996 | ステファノ・ダンテ           |
| 1997 | エディ・セニュール           |
| 1998 | アレクサンドル・ヴィノクロフ |
| 1999 | アルトゥーラス・カスプティス |
| 2000 | ニッキー・セレンセン         |
| 2001 | クリス・ニュートン           |
| 2002 | ジャンパオロ・ケウーラ       |
| 2003 | ギヨーム・オジェ             |
| 2004 | ヨースト・ポストヒュマ       |
| 2005 | アンドリス・ナウドゥズス     |
| 2006 | マウリシオ・ソレール         |
| 2007 | イェルク・ヤクシェ           |
| 2008 | ストゥヴ・シェネル           |
| 2009 | マッテオ・カッラーラ         |
| 2010 | ファビオ・フェッリーネ       |
| 2011 | アントニー・ルー             |
| 2012 | ナセル・ブアニ               |